# Лёфгрен, Эрик Йохан
Эрик Йохан Лёфгрен (швед. Erik Johan Löfgren; 15 мая 1825[…], Або — 10 декабря 1884[…], Або) — финско-шведский художник, портретист.

## Биография
Родился в Финляндии (которая в ту эпоху входила в состав Российской империи в шведской семье торговцев. Первые уроки рисования брал у норвежского учителя по фамилил Леглер. Тот вместе со своими друзьями сумел убедить отца Эрика Лёфгрена, что мальчика следует отправить в Стокгольм для дальнейшего обучения. В столице Швеции Эрик был зачислен в Королевскую шведскую академию искусств. С 1842 по 1852 год и учился в Стокгольме у Фредрика Вестина.
В 1846 году Лёфгрен по протекции Роберта Вильгельма Экмана смог получить грант от Финской художественной ассоциации и продолжил обучение. Два года спустя, когда Эрик очень нуждался в деньгах, влиятельный литературный критик Фредрик Сигнеус помог получить аванс за иллюстрации для «Döbeln at Jutas», главы из «Сказаний прапорщика Стола», нового эпического стихотворения поэта Йохана Людвига Рунеберга. Правда, эти наброски так и не были завершены.
В 1851 году Сигнеус помог Лёфгрену провести выставку, чтобы собрать деньги на обучение в аспирантуре. Публике представили работы «Психея» и «Тихо Браге». В 1853 году художник благодаря рекомендации всё тог же Сигнеуса отправился на стажировку в Дюссельдорф. Его обучение курировали Теодор Хильдебрандт и Отто Менгельберг. В Германии Лёфгрен закончил пять картин на темы, которые ему рекомендовали. В том числе работы «Иисус в Гефсиманском саду» и «Агарь в пустыне с Исмаилом».

## «Эрик XIV и Катарина Монсдоттер»
В 1858 году Лёфгрен вернулся в Финляндию и оставался там до 1862 года. Сначала он жил в Турку, а затем переехал в Хельсинки, где стал успешным художником-портретистом и преподавателем живописи. Однако, как только появилась возможность, художник снова покинул родину. На этот раз он отправился в Париж. В 1864 году он завершил, пожалуй, свою самую известную работу, картину "Король Эрик XIV и Катарина Монсдоттер. Полотно с изображением монарха, который положил голову на колени своей возлюбленной Катарины, дочери простого шведского солдата и финской крестьянки, имело колоссальный успех у публики. После того, как картина была продемонстрирована в Швеции, король Карл XV наградил художника медалью «Litteris et Artibus».
В 1865 году Лёфгрен вернулся в Хельсинки. Здесь он полностью посвятил себя портретной живописи.

## Последние годы
В 1878 году Лёфгрен получил заказ на роспись алтаря церкви в Сомеро с изображением Преображения Господня. Художник с энтузиазмом взялся за эту работу. В 1879 году он отправился в Мюнхен, чтобы там, в более удобной обстановке, завершить работу.
В Германии Лёфгрен тяжело заболел. Он вернулся в родной дом в Турку в 1881 году. Вскоре у него случился инсульт. Эрик потерял зрение и больше не мог работать. В 1884 году он скончался.